# Whytockia wilsonii
Whytockia wilsonii är en tvåhjärtbladig växtart som först beskrevs av A. Weber, och fick sitt nu gällande namn av Y.Z. Wang. Whytockia wilsonii ingår i släktet Whytockia och familjen Gesneriaceae. Inga underarter finns listade i Catalogue of Life.